# Fred Evans
Frederick H. "Fred" Evans (født 6. november 1983 i Chicago, Illinois, USA) er en amerikansk footballspiller, der spiller i NFL som defensive tackle for Minnesota Vikings. Evans kom ind i ligaen i 2006 og spillede, inden han i 2007 kom til Minnesota, det første år af sin NFL-karriere hos Miami Dolphins.

## Klubber
- 2006: Miami Dolphins
- 2007-: Minnesota Vikings